# Krieg und Frieden (Urfassung)
Die Urfassung von „Krieg und Frieden“ ist die erste, 1867 abgeschlossene und vom Autor zum Druck vorgesehene Fassung des Romans Krieg und Frieden von Leo Tolstoi, die in wesentlichen Teilen – Umfang, geschichtsphilosophische Exkurse, einzelne Handlungsstränge und Personen sowie Deutlichkeit politischer Tendenzen – von der später „kanonisierten“ Standardausgabe des Romans abweicht.

## Entstehungsgeschichte
Im Februar 1863 begann Tolstoi aufbauend auf seinem Romanfragment „Die Dekabristen“ sowie auf Plänen für einen Familienroman mit einer ersten Variante (von insgesamt 15) des Anfangs von „Krieg und Frieden“. Gut vier Jahre später, im Frühjahr 1867, schloss er das Manuskript ab, dessen erste Teile bereits 1865–1866 in der Zeitschrift Russki Westnik erschienen waren und sandte seinem Verleger einen Vertragsentwurf für eine Veröffentlichung in Buchform. Er verwandte dabei erstmals den Titel „Krieg und Frieden“ für sein Werk, für das er bis dahin den Titel „Ende gut, alles gut“ geplant hatte. Möglicherweise aufgrund von Unstimmigkeiten mit seinem Verleger Katkov, der sich für eine Fortsetzung der Zeitschriftenfassung des Romans aussprach, kam die Buchveröffentlichung der Urfassung nicht zustande. Tolstoi nutzte diese Phase für eine weitere Bearbeitung des Romans, wobei er laut seiner Notizen hierzu ursprünglich vor allem eine Kürzung der vorhandenen Fassung vorsah. Aus der geplanten Redigierung und Kürzung wurde jedoch eine vollkommene Neubearbeitung des Werkes, das zwei Jahre später nicht in einer gekürzten, sondern in einer vom Umfang nahezu verdoppelten und in Teilen deutlich veränderten Fassung erschien. Je nach Zählweise folgten zu Lebzeiten Tolstois noch vier bis fünf weitere Fassungen, die jedoch in den Handlungssträngen und den auftretenden Personen nur gering voneinander abwichen und zur Grundlage der späteren Standardausgabe wurden.

## Unterschiede zwischen der Urfassung und der Standardausgabe
Einige wesentliche Unterschiede zwischen Urfassung und allen späteren Fassungen (und damit der Standardfassung):
- Der deutlich geringere Umfang der Urfassung ergibt sich vor allem daraus, dass in den späteren Fassungen Tolstoi seine geschichtsphilosophischen Exkurse ebenso wie einige historische Ausführungen und Schlachtenbeschreibungen deutlich ausbaute.
- Einige „Exkurse“ der Urfassung übernahm er dagegen nicht.
- Im Gegensatz zu den späteren Fassungen überlebt Andrei Bolkonski, eine der Hauptfiguren des Romans, in der Urfassung.
- Der Schluss des Werkes wurde gegenüber der Urfassung – die mit einer Doppelhochzeit schließt – deutlich verändert und ausgeweitet, ein Epilog kam neu hinzu.
- Etliche Stellen nahmen in der Urfassung deutlich weniger Rücksichten auf die moralischen Normen und „politisch korrekten“ Ansichten seiner Zeit. So gibt es in der Urfassung etwa eine mehrseitige Beschreibung der Initiation Nikolai Rostows in die Männerwelt der Armee durch einen Bordellbesuch, die in den späteren Fassungen fehlt. Der Tod Hélène Besuchows wird noch auf eine Fehlgeburt nach einer Schwangerschaft durch einen ihrer Liebhaber zurückgeführt und es tauchen Plünderungen durch russische Soldaten auf, die in späteren Fassungen gestrichen sind.
- Tolstois Pazifismus ist in der Urfassung erheblich deutlicher benannt, etwa wenn er die Toten einer Schlacht als die „in der Schlacht ermordeten“ russischen wie französischen Soldaten bezeichnet.
- Tolstois Auffassung, dass im Krieg niemand die Ereignisse wirklich kontrolliert und die Möglichkeiten eines einzelnen Menschen wie Napoleons, den Lauf der Geschichte zu beeinflussen, äußerst begrenzt sind, wird in der Urfassung klarer ausgedrückt als in späteren Fassungen.

## Rekonstruktions- und Veröffentlichungsgeschichte der Urfassung
Die Rekonstruktion der Urfassung galt lange Zeit als unmöglich. Zwar waren die ersten Teile in der Zeitschrift „Russkij vestnik“ erschienen, der Hauptteil lag jedoch in Form von 1800 beidseitig beschriebenen Blättern vor, die Tolstoi für seine Korrekturen nutzte, indem er neue Varianten über den handschriftlichen Text schrieb, in den er zudem bereits ältere, noch zur Urfassung gehörende Korrekturen eingefügt hatte. Erforderlich war also eine Einordnung, welche Korrektur nach der Urfassung 1867 geschrieben wurde, welche in die Urfassung übernommen werden sollten und welche bereits dafür verworfen waren.
Evelijna Zajdenŝnur, eine Mitarbeiterin des Moskauer Tolstoi-Museums, begann 1918 neben ihrer beruflichen Tätigkeit mit der Aufarbeitung des Manuskriptnachlasses von 5000 Seiten und es gelang ihr in jahrzehntelanger Arbeit eine Rekonstruktion der Urfassung, die 1983 in einer Reihe der Akademie der Wissenschaften der UdSSR veröffentlicht wurde. Bestandteile dieser Rekonstruktion waren in Klammern gesetzte gestrichene Passagen und Randbemerkungen des Autors. 2000 erschien eine russische Ausgabe ohne den wissenschaftlichen Anspruch der Akademieausgabe, bei der die in Klammern gesetzten Bemerkungen weggelassen und französische Passagen durch (spätere) Übersetzungen Tolstois ersetzt wurden. Auf dieser Ausgabe basieren die Übersetzungen in verschiedene Sprachen, darunter ins Deutsche.

## Ausgaben
- 1981 russische Erstveröffentlichung der von Evelijna Zajdenŝnur rekonstruierten Urfassung mit Anmerkungen des Autors und – in Klammern – gestrichenen Passagen.
- 2000 Veröffentlichung einer russischen Ausgabe ohne wissenschaftliche Anmerkungen.
- Deutsche Übersetzung der von Anmerkungen bereinigten russischen Fassung: Leo Tolstoi: Krieg und Frieden. Die Urfassung. Aus dem Russischen von Dorothea Trottenberg. Mit einem Nachwort von Thomas Grob. Eichborn Verlag, Berlin 2003, ISBN 3-8218-0702-4.
- entsprechend Leo Tolstoi: Krieg und Frieden. Die Urfassung. Aus dem Russischen von Dorothea Trottenberg. Mit einem Nachwort von Thomas Grob. 4. Auflage. Fischer Verlag, Frankfurt am Main 2015, ISBN 978-3-596-90296-5.